# Liga Panameña de Fútbol Apertura 2014

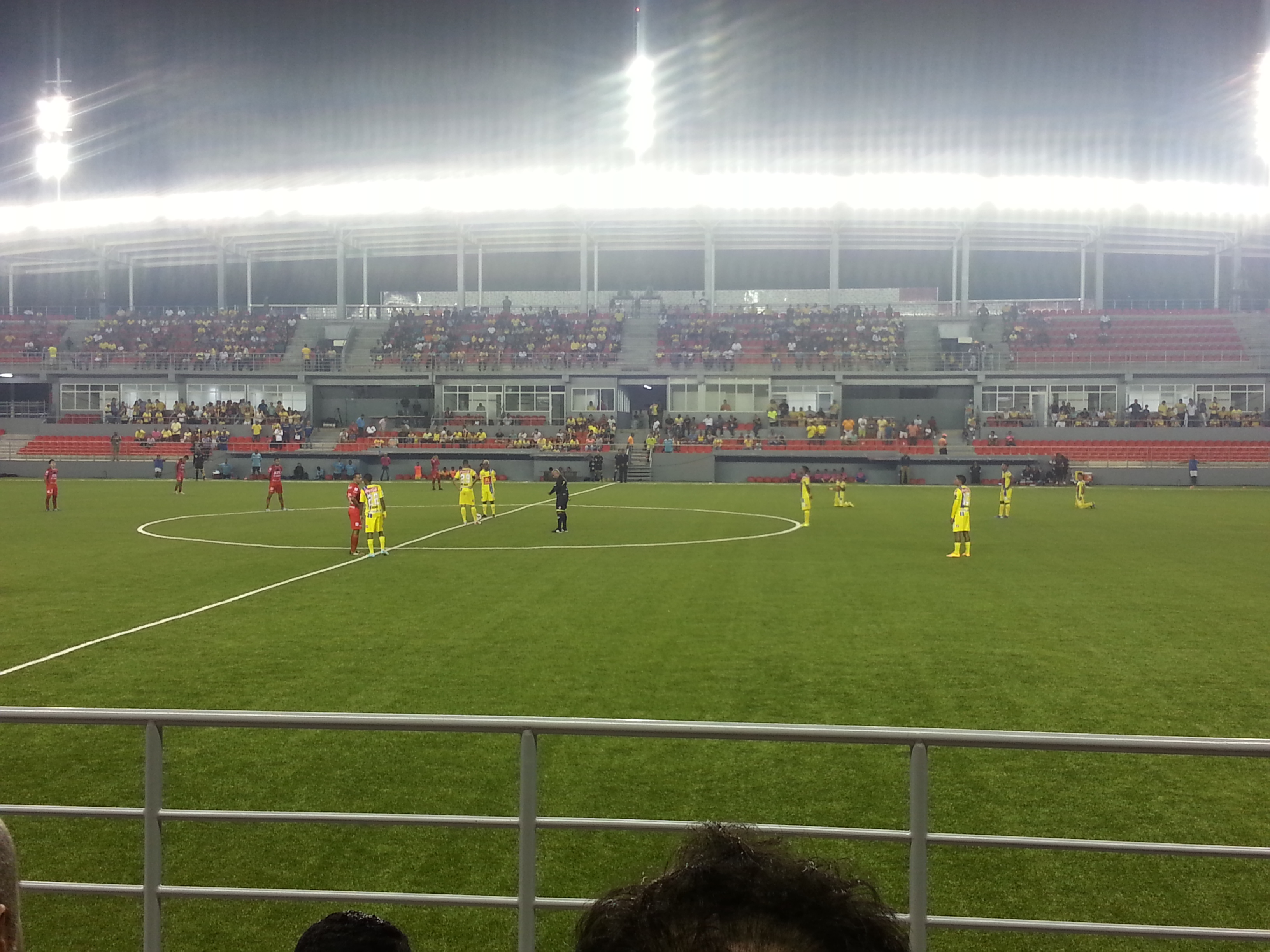
Semifinal de vuelta en el Estadio Maracaná.

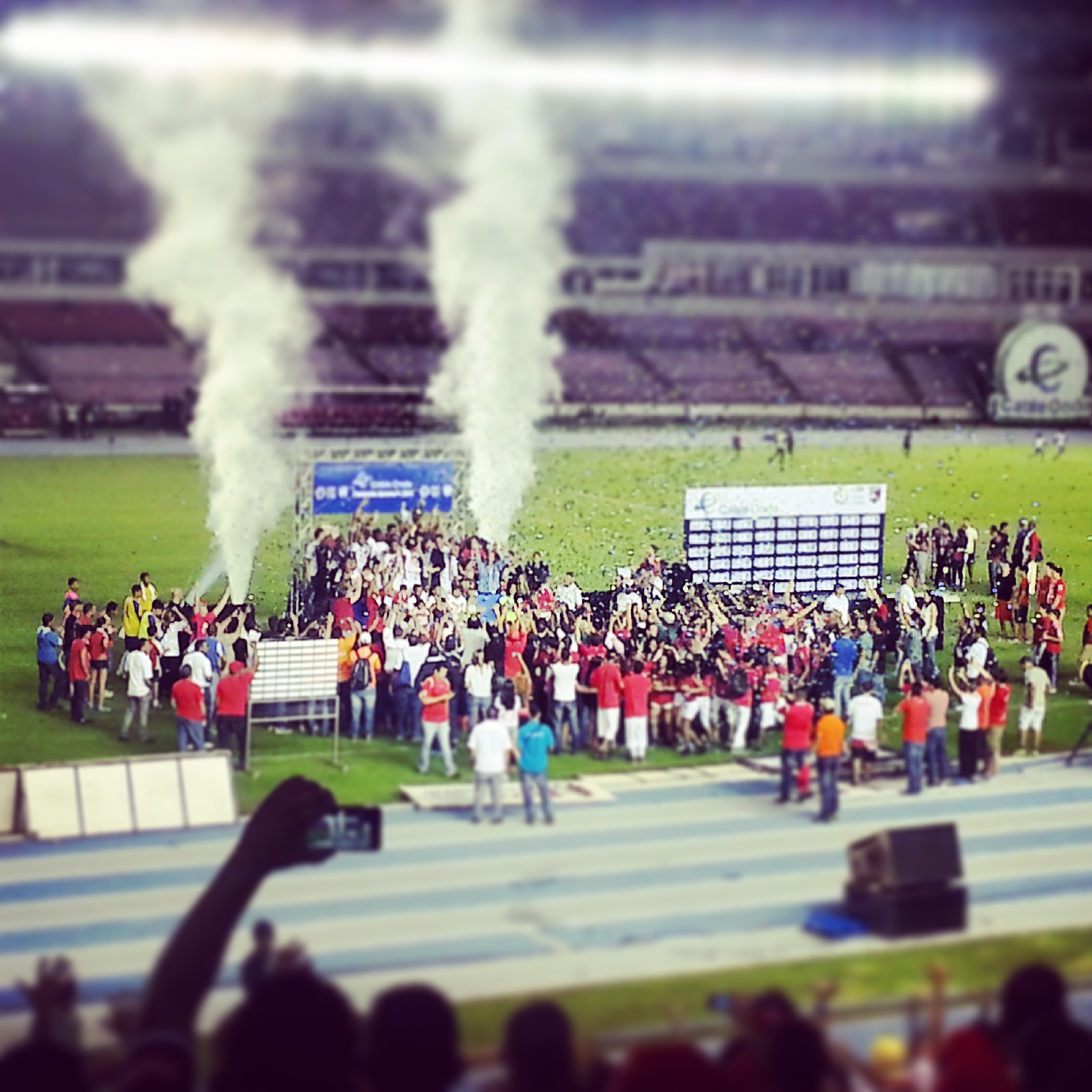
Celebración del San Francisco en el Estadio Rommel Fernández.

La Liga Panameña de Fútbol apertura 2014, oficialmente por motivo de patrocinio Copa Cable Onda Apertura 2014 fue la edición XLI de la Liga Panameña de Fútbol. Inició el viernes 18 de julio y finalizó el sábado 22 de noviembre con la disputa del partido final entre el San Francisco FC y el Sporting San Miguelito en el Estadio Rommel Fernández.
La final fue ganada por el equipo Chorrerano quien participará en la siguiente edición de la Concacaf Liga Campeones 2015-16, con este título el Sanfra consigue el 9.º en su historia. Este torneo marca la apertura de la temporada 2014-2015.
El 27 de noviembre en la gala que premia a los mejores del torneo se distinguió a Yairo Yau del Sporting como el jugador más valioso del torneo Apertura 2014 de la Liga Panameña de Fútbol (LPF), un premio que no se otorgaba desde hace 14 años en los tiempos de la desaparecida Anaprof. También se distinguió como portero menos vencido al cancerbero del Chorrillo FC, Junior Torres, y mejor entrenador al técnico campeón con el San Francisco FC, Gary Stempel. Además, se le otorgó el trofeo del fair play al Atlético Chiriquí.

## Sistema de competición
Como en temporadas precedentes, consta de un grupo único integrado por 10 clubes de toda la geografía panameña. Siguiendo un sistema de liga, los 10 equipos se enfrentaran todos contra todos en dos ocasiones —una en campo propio y otra en campo contrario— sumando un total de 18 jornadas. El orden de los encuentros se decidirá por sorteo antes de empezar la competición.

### Fase final
Los cuatro primeros clubes calificados para esta Fase del torneo serán reubicados de acuerdo con el lugar que ocupen en al término de la jornada 18, con el puesto del número # 1 al club mejor clasificado, y así hasta el número #4. Los partidos a esta fase se desarrollarán a visita, en las siguientes etapas:
- Semifinal
- Final

Los clubes vencedores en los partidos de semifinal serán aquellos que en los dos juegos anoten el mayor número de goles. De existir empate en el número de goles anotados, la posición se definirá a favor del club con mayor cantidad de goles a favor cuando actúe como visitante; si una vez aplicado el criterio anterior los Clubes siguieran empatados, se definirá por la tanda del punto penal.
El Club vencedor de la Final y por lo tanto Campeón, será aquel que en el partido anote el mayor número de goles. Si al término del tiempo reglamentario el partido está empatado, se agregarán dos tiempos extras de 15 minutos cada uno. De persistir el empate en estos periodos, se procederá a lanzar tiros penales hasta que resulte un vencedor.

## Equipos
| Alianza FC                               | Panamá        | Juan Pablo Lopera       | Luis Ernesto Tapia             | 900     |
| CA Independiente                         | La Chorrera   | Pascual Moreno          | Agustín Muquita Sánchez        | >8 000  |
| CD Árabe Unido                           | Colón         | Julio César Dely Valdés | Armando Dely Valdés            | >2,500  |
| CD Plaza Amador                          | Panamá        | Mike Stump              | Estadio Maracaná               | >5,500  |
| Chepo FC                                 | Chepo         | Jorge Santos            | Estadio Rommel Fernández       | >32 000 |
| Chorrillo FC                             | Panamá        | Julio Medina            | Estadio Maracaná               | >5,500  |
| Atlético Chiriquí                        | David         | Javier Wanchope         | San Cristóbal                  | >2 500  |
| San Francisco FC                         | La Chorrera   | Gary Stempel            | Agustín Muquita Sánchez        | >8 000  |
| Sporting San Miguelito                   | San Miguelito | José Anthony Torres     | Luis Ernesto "Cascarita" Tapia | >900    |
| Tauro FC                                 | Panamá        | Jorge Dely Valdés       | Estadio Rommel Fernández       | >32 000 |
| Datos actualizados a 18 de julio de 2014 |               |                         |                                |         |

## Goleadores
Goles Anotados.

| Jugador          | Club                   | Anotado |
| ---------------- | ---------------------- | ------- |
| José González    | Deportivo Árabe Unido  | 8       |
| Yairo Yau        | Sporting San Miguelito | 8       |
| Darwin Pinzón    | Sporting San Miguelito | 7       |
| Miguel Saavedra  | Atlético Chiriquí      | 7       |
| César Medina     | Alianza FC             | 6       |
| Jhamal Rodríguez | Chorrillo FC           | 6       |

## Tabla General
|  |     | Equipos de fútbol      | PJ | G  | E | P  | GF | GC | Dif | Pts |
|  | --- | ---------------------- | -- | -- | - | -- | -- | -- | --- | --- |
|  | 1.  | Sporting San Miguelito | 18 | 10 | 1 | 7  | 29 | 27 | +2  | 31  |
|  | 2.  | Chorrillo FC           | 18 | 8  | 6 | 4  | 22 | 17 | +5  | 30  |
|  | 3.  | San Francisco FC       | 18 | 7  | 7 | 4  | 27 | 17 | +10 | 28  |
|  | 4.  | Tauro FC               | 18 | 7  | 6 | 5  | 19 | 15 | +4  | 27  |
|  | 5.  | Chepo FC               | 18 | 7  | 6 | 5  | 17 | 19 | -2  | 27  |
|  | 6.  | Árabe Unido            | 18 | 7  | 5 | 6  | 23 | 19 | +4  | 26  |
|  | 7.  | Plaza Amador           | 18 | 7  | 4 | 7  | 20 | 19 | +1  | 25  |
|  | 8.  | Alianza FC             | 18 | 7  | 3 | 8  | 20 | 22 | -1  | 24  |
|  | 9.  | Atlético Chiriquí      | 18 | 4  | 7 | 7  | 16 | 21 | -5  | 19  |
|  | 10. | CA Independiente       | 18 | 2  | 3 | 13 | 11 | 28 | -17 | 9   |

- Fuente: rsssf.com.[3]

## Fase Final
|  | Semifinales                                  | Semifinales                                  | Semifinales                                  | Semifinales                                  |   |                        | Final                   | Final                   |  |
|  | Seminales (7 de noviembre y 15 de noviembre) | Seminales (7 de noviembre y 15 de noviembre) | Seminales (7 de noviembre y 15 de noviembre) | Seminales (7 de noviembre y 15 de noviembre) |   |                        | Final (22 de noviembre) | Final (22 de noviembre) |  |
|  |                                              |                                              |                                              |                                              |   |                        |                         |                         |  |
|  |                                              |                                              |                                              |                                              |   |                        |                         |                         |  |
|  | Sporting San Miguelito                       | 1                                            | 1                                            | 2                                            |   |                        |                         |                         |  |
|  | Sporting San Miguelito                       | 1                                            | 1                                            | 2                                            |   |                        |                         |                         |  |
|  | Tauro FC                                     | 2                                            | 0                                            | 2                                            |   |                        |                         |                         |  |
|  | Tauro FC                                     | 2                                            | 0                                            | 2                                            |   | Sporting San Miguelito | 0                       |                         |  |
|  |                                              |                                              |                                              |                                              |   | Sporting San Miguelito | 0                       |                         |  |
|  |                                              |                                              | San Francisco FC                             | 1                                            |   |                        |                         |                         |  |
|  | Chorrillo FC                                 | 0                                            | San Francisco FC                             | 1                                            | 1 | 1                      |                         |                         |  |
|  | Chorrillo FC                                 | 0                                            |                                              |                                              | 1 | 1                      |                         |                         |  |
|  | San Francisco FC                             | 1                                            | 1                                            | 2                                            |   |                        |                         |                         |  |
|  | San Francisco FC                             | 1                                            | 1                                            | 2                                            |   |                        |                         |                         |  |
|  |                                              |                                              |                                              |                                              |   |                        |                         |                         |  |

| Primeros Lugares | Primeros Lugares       |
| ---------------- | ---------------------- |
| 1                | San Francisco FC       |
| 2                | Sporting San Miguelito |
| 3                | Tauro FC               |
| 4                | Chorrillo FC           |

|  | Clasificado a la Concacaf Liga Campeones. |

## Campeón
|                            |
| Panamá                     |
| San Francisco FC 9º título |